# Ron DeSantis
Ronald Dion (Ron) DeSantis (Jacksonville, Florida, 14 september 1978) is een Amerikaanse politicus van de Republikeinse Partij. Sinds januari 2019 is hij de gouverneur van de Amerikaanse staat Florida. Eerder, van 2013 tot 2018, zetelde hij namens dezelfde staat in het Huis van Afgevaardigden van de Verenigde Staten.

## Biografie
DeSantis werd geboren in Jacksonville. Hij ging naar de middelbare school in Dunedin en begon in 1997 aan een studie geschiedenis aan de Yale-universiteit. Hier studeerde hij in 2001 af met een Bachelor of Arts. Aansluitend ging hij studeren aan de Harvard Law School, waar hij in 2005 een Juris Doctor behaalde.
Na zijn studies was DeSantis actief als officier bij het Judge Advocate General's Corps (JAG) van de Amerikaanse marine. Hij was onder meer werkzaam op Naval Station Mayport en in het Gevangenenkamp Guantanamo Bay. In 2007 meldde DeSantis zich aan bij de Naval Special Warfare Command Group in Coronado (Californië). Hij werd toegewezen aan SEAL Team 1 en ingezet in Irak als juridisch adviseur van de SEAL Commander in Falluja. In 2008 keerde hij terug naar de Verenigde Staten, waar hij onderscheiden werd met de Bronze Star-medaille en de Iraq Campaign Medal.
In november 2012 deed DeSantis mee aan de Amerikaanse congresverkiezingen voor een zetel in het Huis van Afgevaardigden voor het zesde congresdistrict van Florida. Hij won gemakkelijk en trad aan in januari 2013. In 2016 stelde hij zich aanvankelijk verkiesbaar om de zetel van zijn partijgenoot Marco Rubio over te nemen in de Amerikaanse Senaat, maar trok zijn kandidatuur in toen bleek dat Rubio zich (in tegenstelling tot eerdere verklaringen) toch wilde laten herverkiezen. DeSantis concentreerde zich vervolgens weer op het Huis van Afgevaardigden, waarin hij werd herkozen.

### Gouverneur
In 2018 stelde DeSantis zich verkiesbaar om gouverneur van Florida te worden. Met een ruime meerderheid werd hij door de leden van de Republikeinse Partij verkozen tot hun kandidaat. Bij de algemene verkiezingen moest hij het vervolgens opnemen tegen de Democraat Andrew Gillum, toenmalig burgemeester van Florida's hoofdstad Tallahassee.
Tijdens zijn verkiezingscampagne kreeg DeSantis veel kritiek na het gebruik van een vermeende dog whistle. In een televisie-interview gebruikte hij het woord monkey (aap), schijnbaar refererend aan zijn tegenstander Gillum, een Afro-Amerikaan. DeSantis verklaarde nadrukkelijk dat zijn opmerking niet racistisch bedoeld was, maar The Washington Post onthulde dat hij al meermaals zou zijn verschenen op raciaal beladen conferenties in rechtse provocerende kringen.
DeSantis, een trouwe bondgenoot van president Trump, werd ook bekritiseerd om zijn steun voor een strikt immigratiebeleid en de bouw van een muur op de Amerikaans-Mexicaanse grens. Door verschillende media werd aangetoond dat DeSantis zelf Italiaanse voorouders heeft die aan het begin van de twintigste eeuw illegaal naar de Verenigde Staten kwamen.
De verkiezingsuitslag tussen DeSantis en Gillum was zeer nipt en wees geen duidelijke winnaar aan. Hierdoor was een hertelling vereist. De definitieve uitslag, die een week na de verkiezingen bekendgemaakt werd, gaf uiteindelijk een verschil aan van 0,4% (zo'n 34.000 van de ruim 8 miljoen stemmen) in het voordeel van DeSantis. Op 8 januari 2019 werd DeSantis ingezworen als gouverneur van Florida, als opvolger van zijn partijgenoot Rick Scott. Hij is momenteel de jongste gouverneur in de Verenigde Staten.

### Kandidatuur presidentsverkiezingen van 2024
Op 24 mei 2023 stelde DeSantis zich officieel kandidaat namens de Republikeinse Partij voor de Amerikaanse presidentsverkiezingen van 2024. Op 16 januari 2024 waren in de staat Iowa de eerste voorverkiezingen van zijn partij. Hij eindigde met 21 procent van de stemmen als tweede achter Donald Trump die 51 procent haalde. Op 21 januari 2024 stapte DeSantis uit de presidentsrace en sprak hij zijn steun uit voor Trump.